# Himmel över London
Himmel över London är en roman av Håkan Nesser från 2011. Boken är fristående och ingår inte i någon av författarens serier, men i anslutning till vissa av författarens övriga böcker utspelas en del av berättelsen i staden K-, även om en lätt förvrängd version av London utgör bokens huvudscen.
Romanen har översatts till danska (2012), norska (2012) och nederländska (2015).